# Cranopsis pelex
Cranopsis pelex is een slakkensoort uit de familie van de Fissurellidae. De wetenschappelijke naam van de soort is voor het eerst geldig gepubliceerd in 1860 door A.Adams.